# Saint-Pierre-des-Landes
Saint-Pierre-des-Landes – miejscowość i gmina we Francji, w regionie Kraj Loary, w departamencie Mayenne.
Według danych na rok 1990 gminę zamieszkiwało 979 osób, a gęstość zaludnienia wynosiła 24 osoby/km² (wśród 1504 gmin Kraju Loary Saint-Pierre-des-Landes plasuje się na 586. miejscu pod względem liczby ludności, natomiast pod względem powierzchni na miejscu 131.).